# Bourges 18
Bourges 18 là một câu lạc bộ bóng đá Pháp có trụ sở tại Bourges. Mùa hè năm 2008, FC Bourges, đã trải qua mười một mùa giải ở Ligue 2, sáp nhập với câu lạc bộ bóng đá Bourges-Asnières 18 và trở thành Bourges 18. Màu sắc của câu lạc bộ là đỏ và xanh.

## Lịch sử
- 1966: Foyer Saint-François Bourges và Racing Club de Bourges được hợp nhất để thành lập FC Bourges.
- 1970 trận1994: Câu lạc bộ chơi không liên tục ở Ligue 2
- 1994101998: Câu lạc bộ chơi ở giải hạng ba Pháp, Championnat National nhưng đã phá sản vào tháng 1 năm 1998, và từ đó được gọi là FC Bourges 18
- 2005: sau một vụ phá sản khác, câu lạc bộ đổi tên thành Câu lạc bộ bóng đá Bourges
- 2006: Câu lạc bộ được đổi tên một lần nữa và trở thành Bourges Football
- 2008: Bourges Football và Bourges Asnières 18 hợp nhất để trở thành Bourges 18.

## Danh hiệu
- 1976: Vô địch giải hạng 3 tại Groupe Centre Ouest
- 1996: Vô địch National 2
- 1967, 1999, 2009: Vô địch của DH Centre:

## Huấn luyện viên
Danh sách không đầy đủ
| - 1967-1968 Noël Gallo - 1968-1970 Roger Meerseman - 1970-1972 Robert Siatka - 1972-1973 César Pancho Gonzales - 1973-1974Robert Siatka - 1974-1975 Emile Daniel | - 1975-1976 Kerim Ibrahim - 1976-1978 Pierre Barlaguet - 1980-1982 Robert Valette - 1982-1983 Robert Nouzaret - 1983-1984 Marcel Leborgne - 1984-1993 Alain Michel | - 1993-1994 Alain Michel / Bobby Brown - 1994-1998 Bobby Brown - 1998-2002 Jean Gomez / Pavle Vostanic - 2002-2004 Pavle Vostanic - 2004-2005 Pascal Dupuis - 2005-2008 Laurent Di Bernardo - 2008-2009 Stéphane Drici |